# 林道巴赫河

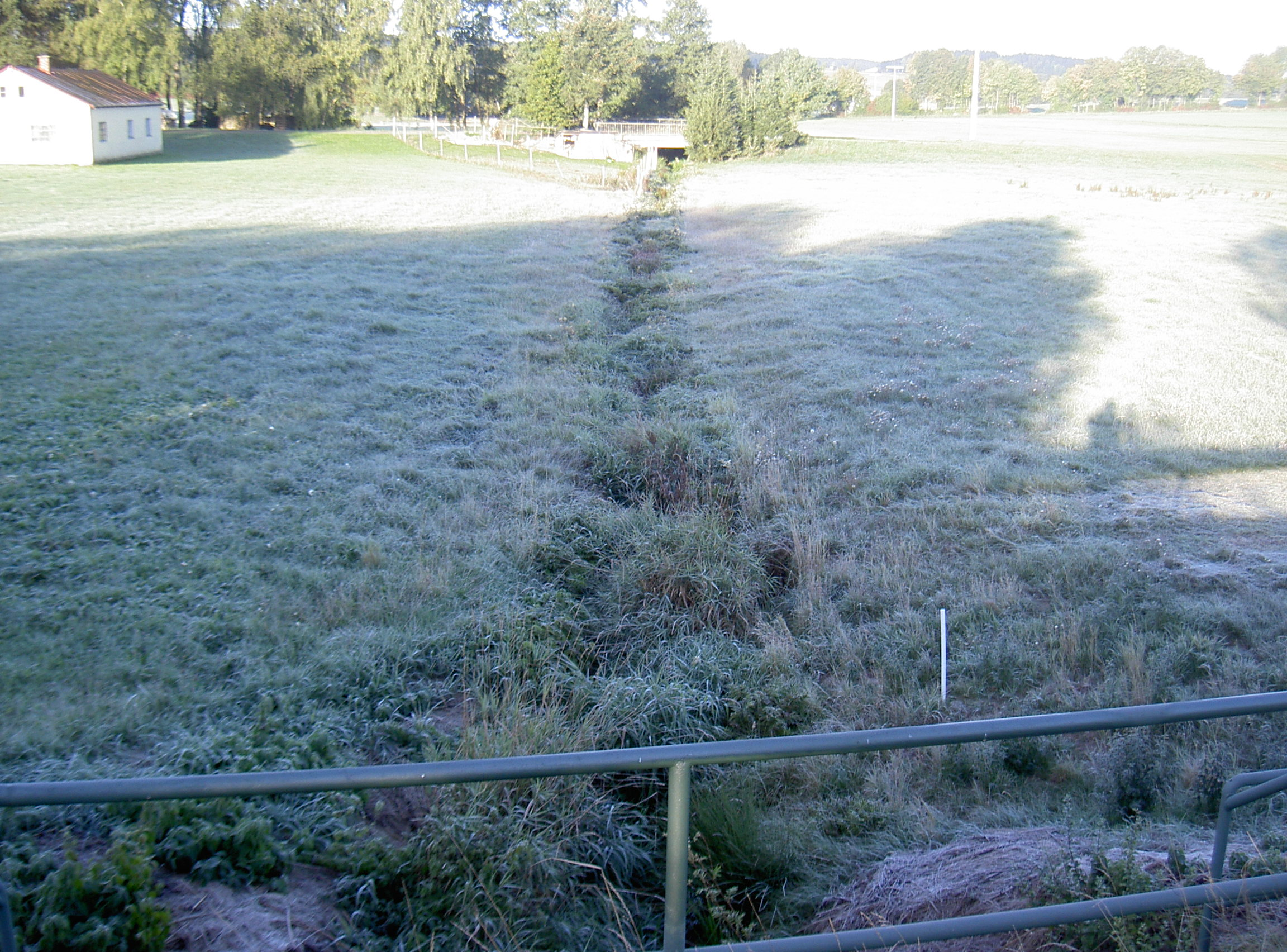

49°34′13″N 12°31′25″E / 49.57026°N 12.52374°E
林道巴赫河（德語：Lindauer Bach），是德國的河流，位於該國東南部，由巴伐利亞負責管轄，屬於洛伊斯巴赫河的右支流，河道全長5公里，流域面積6平方公里，流經瓦爾德納布河畔諾伊施塔特縣。